# Пам'ятки монументального мистецтва Жидачівського району
У Жидачівському районі Львівської області нараховується 21 пам'ятка монументального мистецтва.
| #  | назва | адреса                                                           | Номер | дата рішення                     |
| -- | --- | ---------------------------------------------------------------- | ----- | -------------------------------- |
| 1  | Пам'ятник Партицькому О. Й., українському вченому-мовознавцю (ск. Р. Романович, арх. М. Обідняк, 1995, кована мідь, мармурова крихта) | с. Тейсарів, біля школи                                          | 1514  | Розпорядження № 1039, 06.10.1997 |
| 2  | Пам'ятник Пушкіну О. С., російському поету (ск. В. Подольський, арх. О. Матвіїв, 1988, бронза, мармурова крихта)                      | с. Заболотівці, біля школи                                       | 1515  | Рішення № 249, 21.05.1991        |
| 3  | Пам'ятник Хмельницькому Б. М., гетьману України (1954, з/бетон)                                                                       | с. Володимирці, біля дороги Володимирці-Задорожне                | 445   | Рішення № 183, 05.05.1972        |
| 4  | Пам'ятник Хмельницькому Б. М., гетьману України (ск. В. Одрехівський, 1982, мармурова крихта)                                         | м. Жидачів, південна околиця міста, роздоріжжя Журавно-Гніздичів | 444   | Рішення № 183, 05.05.1972        |
| 5  | Пам'ятник Хмельницькому Б. М., гетьману України (1954, з/бетон)                                                                       | м. Ходорів, у міському сквері                                    | 447   | Рішення № 183, 05.05.1972        |
| 6  | Пам'ятник Хмельницькому Б. М., гетьману України (арх. В. Каменщик, 1995, кована мідь, мармурова крихта)                               | м. Ходорів, пл. Ринкова                                          | 1516  | Розпорядження № 1039, 06.10.1997 |
| 7  | Пам'ятник Франку І. Я., українському письменнику і вченому (ск. В. Одрехівський, арх. Ст. Крегембільд, 1992, мармурова крихта)        | с. Бортники, біля школи                                          | 1517  | Розпорядження № 528, 19.07.1995  |
| 8  | Пам'ятник Франку І. Я., українському письменнику і вченому (ск. Р. Романович, 1994, бронза)                                           | с. Добрівляни, біля школи                                        | 1518  | Розпорядження № 1039, 06.10.1997 |
| 9  | Пам'ятник Шевченку Т. Г., українському поету і художнику (1988, мармурова крихта)                                                     | с. Баківці, біля будинку «Просвіти»                              | 1519  | Рішення № 249, 21.05.1991        |
| 10 | Пам'ятник Шевченку Т. Г., українському поету і художнику (1991, мармурова крихта)                                                     | с. Бородчиці                                                     | 1520  | Розпорядження № 528, 19.07.1995  |
| 11 | Пам'ятник Шевченку Т. Г.,українському поету і художнику (ск. Л. Лесюк, 1970, мармурова крихта)                                        | с. Волиця-Гніздичівська, у центрі села                           | 1521  | Рішення № 183, 05.05.1972        |
| 12 | Пам'ятник Шевченку Т. Г., українському поету і художнику (ск. Р. Романович, арх. В. Сачко, 1992, базальт)                             | с. Голешів                                                       | 1522  | Розпорядження № 528, 19.07.1995  |
| 13 | Пам'ятник Шевченку Т. Г., українському поету і художнику (1991, мармурова крихта)                                                     | с. Городище                                                      | 1523  | Розпорядження № 528, 19.07.1995  |
| 14 | Пам'ятник Шевченку Т. Г., українському поету і художнику (ск. В. Одрехівський, 1968, мармурова крихта)                                | с. Грусятичі, біля Будинку культури                              | 442   | Рішення № 183, 05.05.1972        |
| 15 | Пам'ятник Шевченку Т. Г., українському поету і художнику (ск. Л. і О. Лесюки, арх. В. Блюсюк, 1992, бронза, граніт)                   | м. Жидачів, вул. Шашкевича                                       | 1524  | Розпорядження № 528, 19.07.1995  |
| 16 | Пам'ятник Шевченку Т. Г., українському поету і художнику (ск. Я. Лоза, арх. В. Блюсюк, 1992, бронза)                                  | с. Лівчиці                                                       | 1525  | Розпорядження № 528, 19.07.1995  |
| 17 | Пам'ятник Шевченку Т. Г., українському поету і художнику (1967, мармурова крихта)                                                     | с. Мельнич, біля школи                                           | 1526  | Рішення № 183, 05.05.1972        |
| 18 | Пам'ятник Шевченку Т. Г., українському поету і художнику (ск. М. і Ю. Амбіцькі, арх. Ю. Квасниця, 1990, мармурова крихта)             | смт Нові Стрілища, у центрі селища                               | 1527  | Розпорядження № 528, 19.07.1995  |
| 19 | Пам'ятник Шевченку Т. Г., українському поету і художнику (1966, з/бетон)                                                              | с. Соколівка, у сквері                                           | 443   | Рішення № 183, 05.05.1972        |
| 20 | Пам'ятник Шевченку Т. Г., українському поету і художнику (ск. А. Галян, 1992, бронза, мармурова крихта)                               | м. Ходорів, вул. Шевченка, у сквері                              | 1528  | Розпорядження № 528, 19.07.1995  |
| 21 | Пам'ятник на честь 100-річчя «Русалки Дністрової» (1937, мармур)                                                                      | м. Ходорів, вул. Шевченка, біля церкви                           | 1529  | Рішення № 249, 21.05.1991        |

## Джерело
Перелік пам'яток Львівської області [Архівовано 16 вересня 2012 у Wayback Machine.]